# Moment (album)
Moment je dvanaesti studijski album švedskog melodičnog death metal sastava Dark Tranquillity. Diskografska kuća Century Media Records objavila ga je 20. studenoga 2020. Prvi je album sastava s Christopherom Amottom i Johanom Reinholdzom. Također je prvi album na kojem nije svirao izvorni gitarist Niklas Sundin, koji napustio sastav u ožujku 2020. godine.

## Popis pjesama
Tekstovi: Mikael Stanne. 
| 1.    | »Phantom Days«          | Anders Jivarp, Johan Reinholdz | 3:59 |
| 2.    | »Transient«             | Reinholdz                      | 4:11 |
| 3.    | »Identical to None«     | Jivarp, Reinholdz              | 3:41 |
| 4.    | »The Dark Unbroken«     | Reinholdz                      | 4:54 |
| 5.    | »Remain in the Unknown« | Martin Brändström              | 4:40 |
| 6.    | »Standstill«            | Jivarp, Reinholdz              | 4:11 |
| 7.    | »Ego Deception«         | Reinholdz                      | 4:21 |
| 8.    | »A Drawn Out Exit«      | Brändström, Reinholdz          | 4:01 |
| 9.    | »Eyes of the World«     | Brändström, Reinholdz          | 3:50 |
| 10.   | »Failstate«             | Jivarp                         | 3:20 |
| 11.   | »Empires Lost to Time«  | Jivarp                         | 4:10 |
| 12.   | »In Truth Divided«      | Jivarp                         | 4:41 |
| 49:59 |                         |                                |      |

## Zasluge
Dark Tranquillity
- Anders Jivarp – bubnjevi
- Mikael Stanne – vokali
- Martin Brändström – klavijature, elektronika, produkcija
- Anders Iwers – bas-gitara
- Johan Reinholdz – gitara
- Christopher Amott – gitara

Ostalo osoblje
- Anders Lagerfors – produkcija (dodatni)
- Jonatan Thomasson – produkcija (dodatni)
- Jakob Herrmann – inženjer zvuka (bubnjevi)
- Linus Corneliusson – miks, mastering (dodatni)
- Daniel Falk – fotografije
- Niklas Sundin	– grafički dizajn
- Jens Bogren – miks, mastering